# Eroidi
Eroidi (latino Heroides, "Eroine") è una raccolta di epistole immaginarie di Publio Ovidio Nasone, composte tra il 25 ed il 16 a.C. circa (le prime cinque furono pubblicate il 5 a.C., le ultime tra il 4 e l'8 d.C.).

## Composizione
La raccolta è costituita da 21 lettere d'amore o di dolore, in distici elegiaci, che si immaginano scritte da famose eroine ai loro mariti o innamorati.
La prima serie, da 1 a 15, è scritta da donne famose eroine del mito greco (Penelope a Ulisse, Fillide a Demofonte, Briseide ad Achille, Fedra a Ippolito, Enone a Paride, Ipsipile a Giasone, Ermione a Oreste, Deianira a Ercole, Arianna a Teseo, Canace a Macareo, Medea a Giasone, Laodamia a Protesilao, Ipermnestra a Linceo), del mito latino (Didone a Enea) e storiche (Saffo a Faone).
La seconda serie, da 16 a 21, che attinge interamente dalla mitologia greca, contiene le lettere di tre innamorati con le risposte delle loro donne (Paride ed Elena, Ero e Leandro, Aconzio e Cidippe).
Il nucleo principale è costituito dalle epistole aventi come soggetto lamenti di donne abbandonate o tradite: dalla vicenda di Fillide si passa al lamento di Briseide.
Le più famose sono le vicende di Didone e di Arianna: la prima scrive una lettera ad Enea nel tentativo di convincerlo a restare con lei, arrivando a tale scopo con argomentazioni pratiche, e altre che dovrebbero far leva sui sentimenti dell'uomo: l'annuncio di una gravidanza, o il suicidio; per quanto riguarda Arianna, Ovidio coglie il momento più commovente, cioè quando lei si sveglia, si accorge che Teseo non c'è più e lo vede in mare che fugge.
Nelle epistole IV e X l'autore affronta il tema dell'amore incestuoso: quindi la passione che ha travolto Canace al fratello Macareo, in quella il tentativo di Fedra di convincere il figliastro Ippolito a cedere ai suoi desideri.
Il personaggio di Fedra è il tipico esempio di come Ovidio si serva del mito solo come di un pretesto, per rappresentare scandali e costumi delle matrone dell'epoca, disposte a tutto pur di soddisfare i loro desideri. A questo ambiente si ispira anche la figura di Elena quale è delineata nella lettera XVII, indirizzata a Paride, rimproverandolo all'inizio del suo innamoramento. Elena nega e promette allo stesso tempo, facendo capire quale sia ormai la sua decisione, ma ritirandola e nascondendola a seconda della convenienza, del buon nome e dei falsi scrupoli.
Con quest'opera Ovidio dà vita a un nuovo genere letterario, quello della raccolta di lettere poetiche d'amore. Subisce sotto molti aspetti l'influenza di Euripide e dell'elegìa erotica latina. Ma le Eroidi saranno soprattutto un degno modello per Giovanni Boccaccio che, nell'Elegia di Madonna Fiammetta, mutua da Ovidio non soltanto il lagrimevole stile elegiaco ma anche la rivalutazione femminista del poeta latino.